# Мала рогата худоба

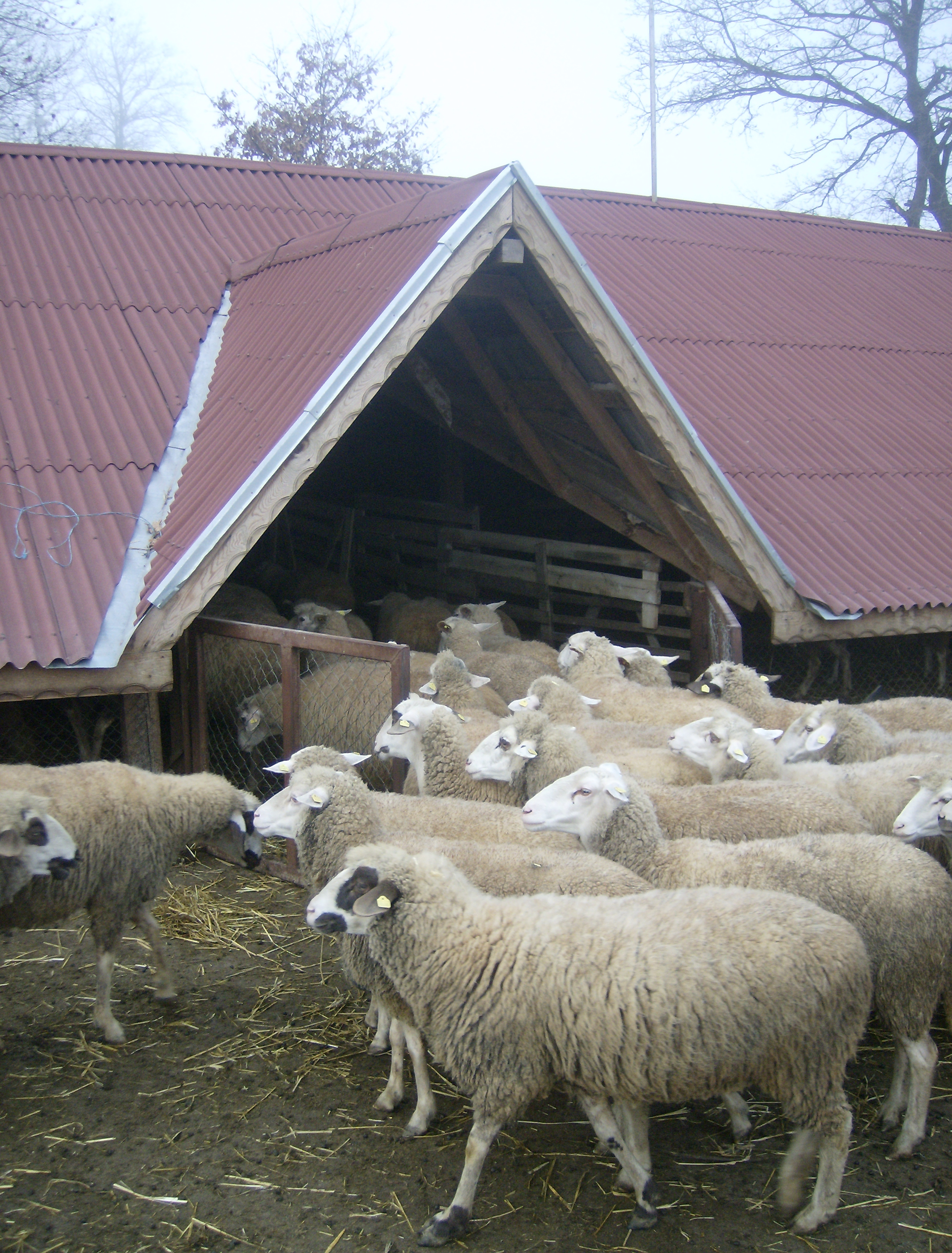
Вівці

Caprini sp., або мала рогата худоба — спільна назва для одомашнених форм ссавців триби Caprini, що відноситься до підродини Козлові (Caprinae) родини бикові (Bovidae).

## Представники
До представників такої худоби відносять, зокрема, вівцю свійську та козу свійську.
Це сільськогосподарські тварини, тобто одомашнені форми диких козлів і баранів, основне призначення яких — виробництво м'яса, молока, хутра тощо.

## Вплив свійських Caprini на екосистеми
Неконтрольований випас дрібної рогатої худоби може завдати великої шкоди природі місцевості, оскільки дрібна рогата худоба при поїданні рослин, вириває їх з корінням. Це може призвести до ерозії ґрунту. В Україні існує найбільша пустеля Європи, поява якої була спричинена саме через непомірний випас дрібної рогатої худоби (овець).